# УР-100Н
УР-100Н (название на НАТО SS-19 Stiletto, по ГРАУ 15А30) е съветска междуконтинентална балистична ракета с шахтово базиране. Разработката ѝ започва през 1970 година в ОКБ-52 и пробните изстрелвания се провеждат от 1973 до 1975. През 1976 са направени значителни подобрения по конструкцията и точността. Ракетата е приета на въоръжение през 1974, като през 1978 арсеналът от такива ракети наброява 180. През 1983 той нараства двойно – до 360 ракети. След разпада на СССР броят им е намален, като част от тях остават в Украйна, която предава част от тях на Русия, а другите унищожава. УР-100Н може да носи една бойна глава с мощност 5 мегатона или 6 бойни глави от 550 килотона. Русия планира да върне втория вариант на въоръжение в отговор на американския ракетен щит в Европа. Ракетите ще бъдат на въоръжение до 2030, като не се предвижда съкращаване на бройката. Усъвършенстван вариант на ракетата е използван за изстрелване на южнокорейски наблюдателен спътник през 2006.

## Оператори
- Русия – единствен оператор на УР-100Н
- Украйна – бивш оператор на УР-100Н, предала ракетите си на Русия или ги е унищожила

## Разположение
- 28-а отбранителна ракетна дивизия в Козелск, 60 ракети, модернизирани
- 60-а ракетна дивизия в Татишчево, 66 ракети, модернизирани